# Le Dirigeable fantastique
Le Dirigeable fantastique je francouzský němý film z roku 1906. Režisérem je Georges Méliès (1861–1938). Film trvá zhruba 3 minuty.

## Děj
Vynálezce vymyslí nový návrh vzducholodě, který po zlém snu zničí.